# Centauropsis
Centauropsis là một chi thực vật có hoa trong họ Cúc (Asteraceae).

## Loài
Chi Centauropsis gồm các loài: